# ブライアン・ジャックス

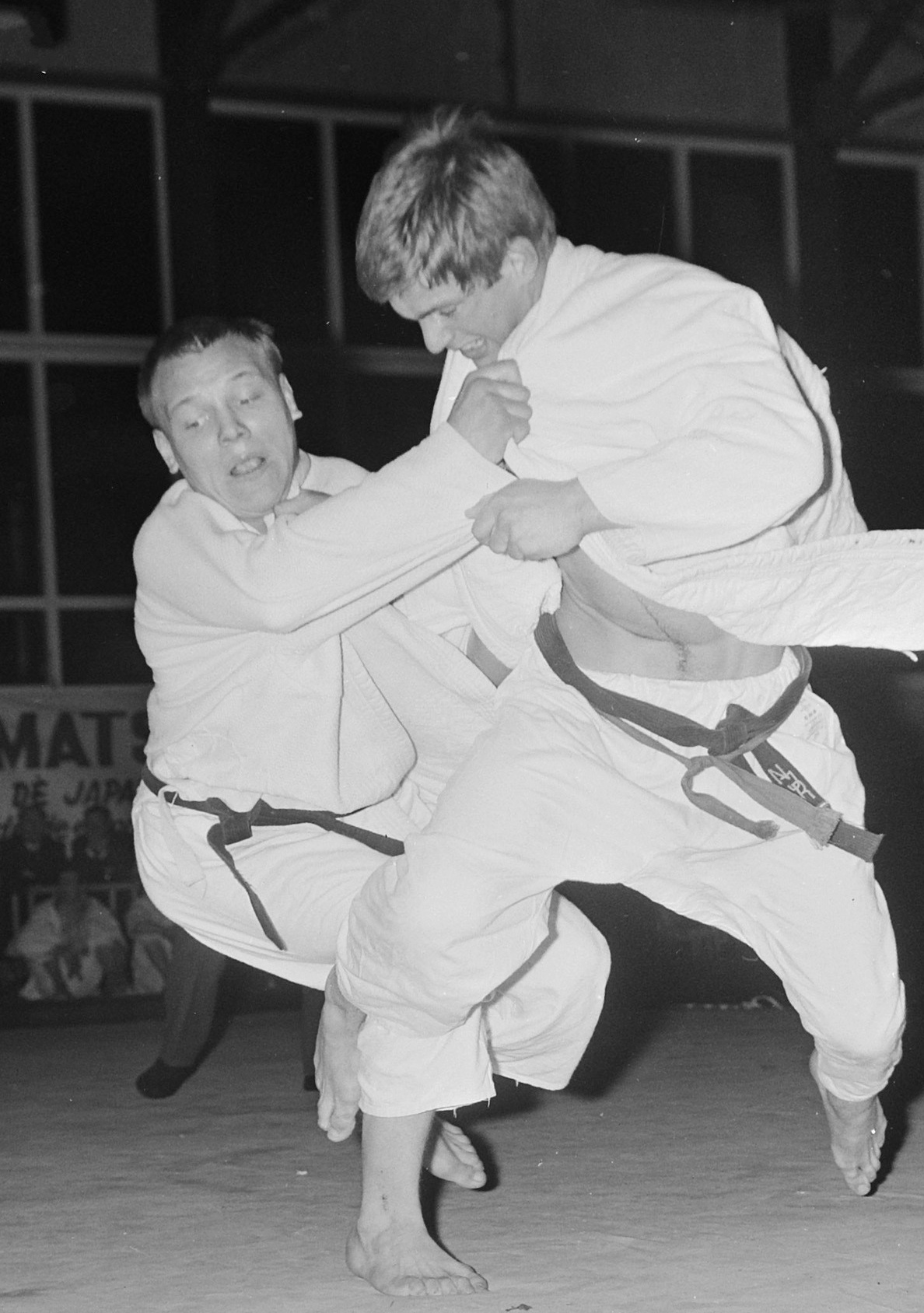
ブライアン・ジャックス (1967)

ブライアン・ジャックス（Brian Albert Thomas Jacks、1946年10月5日 – ）はイギリスのロンドン出身の柔道選手。階級は中量級。身長178cm。

## 経歴

### 現役時代
1964年東京オリンピック中量級には18歳ながら出場して9位になった。1967年の世界選手権では3位となった。1969年と1971年の世界選手権ではそれぞれ7位と5位に終わった。しかし、1972年ミュンヘンオリンピックでは準決勝で関根忍に敗れたものの銅メダルを獲得した。ヨーロッパ選手権では1970年と1973年に優勝を飾った。1976年のモントリオールオリンピックでは2回戦で敗れた。

### 引退後
その後引退すると、格闘技やフィットネスなどを教えるスポーツジムの経営を始めた。さらには、各種のスポーツマンが陸上、競泳、ウェイトリフティング、ボート、自転車などさまざまな競技を競い合ってアスリートナンバー1を決めるスーパースターズというBBCのテレビ番組に出演して、傑出したパフォーマンスを見せ付けて優勝したことで国民的知名度を得た。これがきっかけで、1987年にはブライアン・ジャックスの内股というテレビゲームまで発売されることになった。現在はタイに居住してホテルを経営している。

## 主な戦績
- 1964年 - ヨーロッパジュニア　優勝
- 1964年 - ヨーロッパ選手権　3位
- 1964年 - 東京オリンピック　9位
- 1965年 - ヨーロッパ選手権　2位
- 1965年 - ヨーロッパジュニア　優勝
- 1967年 - ヨーロッパジュニア　3位
- 1967年 - 世界選手権　3位
- 1969年 - イギリス国際　優勝(無差別)
- 1969年 - 世界選手権　7位
- 1970年 - ヨーロッパ選手権　優勝
- 1971年 - ヨーロッパ選手権　3位
- 1971年 - 世界選手権　5位
- 1972年 - ミュンヘンオリンピック　3位
- 1973年 - ヨーロッパ選手権　優勝
- 1974年 - イギリス国際　優勝
- 1974年 - 世界学生　3位
- 1975年 - イギリス国際　優勝
- 1975年 - プレオリンピック　2位
- 1976年 - イギリス国際　優勝
- 1978年 - イギリス国際　優勝(86kg級)
- 1978年 - 嘉納杯　3位(86kg級)